# هايمونيلية
هايمونيلية (الاسم العلمي: Hylemonella) هي جنس من البكتيريا، سلبية الغرام، تتبع فصيلة الكوماموناسيات.